# Arthur Kill

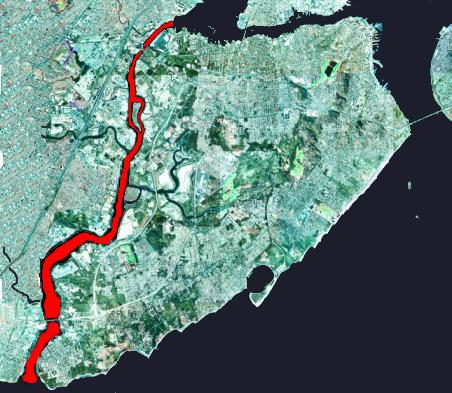
Arthur Kill in rood ingekleurd als verbinding van Newark Bay in het noorden en de New York Bay in het zuiden. De zeestraat creëert het eiland Staten Island

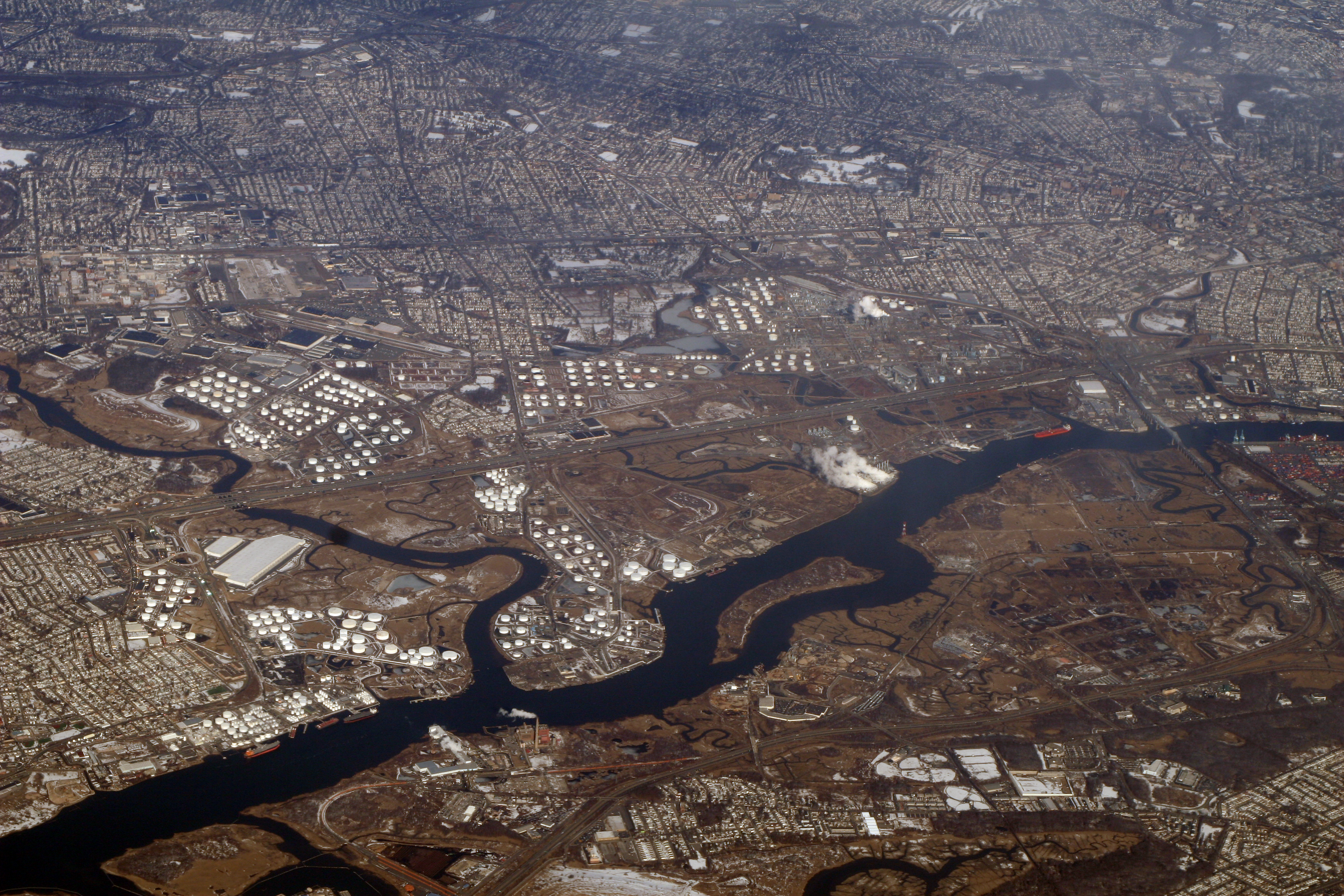
Arthur Kills met Prall's Island en de Goethals Bridge over de straat

Arthur Kill, ook gekend als de Staten Island Sound, is een 16 km lange zeestraat op de grens van de Amerikaanse staten New Jersey en New York die de Newark Bay, het estuarium aan de monding van de Passaic River en de Hackensack River in het noorden verbindt met de Raritan Bay, het zuidwestelijk deel van de Lower New York Bay bij de monding van de Raritan in het zuiden. De zeestraat scheidt ook de county's Union en Middlesex van New Jersey op het Amerikaanse vasteland van het eiland Staten Island, als borough onderdeel van de stad New York. In de zeestraat liggen het kleine Prall's Island en het even kleine Isle of Meadows.
De zeestraat is een belangrijke toegangsroute tot de haven van New York en New Jersey. Langs de westelijke kustlijn bevinden zich talloze chemische installaties op de kust van New York, de kust van Staten Island bestaat deels uit zoutmoerassen. 
Arthur Kill is een van de twee toegangen tot grote containerterminals van de haven waaronder de Howland Hook Marine Terminal en de Port Newark-Elizabeth Marine Terminal. De straat is uitgediept tot 15 meter en veelal 180 meter breed. De doorvaart is beperkt tot panamaxschepen door de doorvaarthoogte van de bruggen van 43 meter. Staten Island is met New Jersey verbonden door de Outerbridge Crossing in het zuiden en de Goethals Bridge in het noorden. Direct naast de Goethals Bridge ligt voor spoorverkeer de Arthur Kill Vertical Lift Bridge.

## Etymologie
De naam Arthur Kill is een anglicanisering van het Nederlandse achter kill, die verwijst naar de waterweg "achter" Staten Island en heeft zijn wortels in het begin van de 17e eeuw tijdens het Nederlandse koloniale tijdperk toen de regio deel uitmaakte van Nieuw-Nederland. Naamgeving door de vroege ontdekkingsreizigers en kolonisten in die periode verwees vaak naar een plaats met betrekking tot andere plaatsen, of op basis van vorm, topografie of andere geografische kenmerken. Kill komt van het Midden-Nederlandse woord kille, wat betekent rivierbedding, waterkanaal of stroom. Het gebied rond de Newark Bay heette Achter Kol. Tijdens het Britse koloniale tijdperk stond de baai bekend als Cull bay. Het zusterkanaal van Arthur Kill, Kill Van Kull verwijst naar de zeestraat die leidt naar de Kol of Cull bay.